# María Casarès
María Victoria Casares Pérez (La Coruña, 21 novembre 1922 – Alloue, 22 novembre 1996) è stata un'attrice spagnola naturalizzata francese di cinema e teatro.

## Biografia
Il padre Santiago Casares Quiroga era un avvocato galiziano di professione, ma con lo spirito del letterato, ricco, liberale, francofilo. Fu Ministro della Marina durante la seconda repubblica spagnola, costretto alle dimissioni a causa dell'insurrezione militare del 1936. Durante la guerra civile Vitolina - soprannome di Maria - lavora in un ospedale: il suo primo amante appartiene al Partito Operaio di Unificazione Marxista e da lui Maria eredita l'essere anarchica.
La famiglia è costretta a fuggire a Parigi. Lo scoppio della seconda guerra mondiale vede la famiglia divisa: il padre parte per l'Inghilterra. Lei, con la madre e la sorellastra Esther, si trasferisce in campagna per breve tempo. Nel 1939 María consegue il baccalaureat al liceo Victor-Duruy. Bocciata al secondo bac, prepara l'esame d'ammissione al conservatorio d'arte drammatica, dove ha come insegnante Béatrix Dussane e Maria conosce l'attore spagnolo Pierre Alcover e la moglie Colonna Romano, associata della Comédie-Française, che la spinge a dedicarsi al teatro. Come attrice, María ha una voce alta e roca, recita con accento madrileno, ma sulla scena - come nella vita - ha un fascino che conquista. La sua caparbietà ha la meglio e ottiene ruoli teatrali via via più significativi e diventa una celebrità. Nel 1944 inizia la relazione con lo scrittore Albert Camus, a quell'epoca sposato con Francine Faure, seconda moglie e insegnante supplente a Orano, in Algeria. Maria e Albert si conoscono nella Parigi occupata dai nazisti in occasione delle prove dell'opera teatrale di Camus Le Malentendu (Il malinteso). La loro intesa fa colpo su quelli che li conoscono, sono una coppia di successo. María è una forza della natura, fuoco e fiamme, con tratti di impazienza violenta; Camus la chiama "guerra e pace". La relazione con Camus è difficile, viene interrotta e poi ripresa fino alla morte accidentale di lui. In seguito María si sposa con André Schlesser, un amico di vecchia data con il quale aveva acquistato la tenuta La Vergne.
Negli anni cinquanta María è membro della Comédie-Française. Contemporaneamente inizia la sua carriera cinematografica, che però non le interessa più di tanto nonostante abbia partecipato ad alcune pellicole considerate ormai dei capolavori come Amanti perduti (Les Enfants du paradis) diretto da Marcel Carné. María è considerata una delle più grandi attrici tragiche della seconda metà del XX secolo, grazie alle sue interpretazioni di ruoli classici come Lady Macbeth, ma interpreta anche opere di Checov e Camus e altre considerate più moderne scritte da Jean Genet e Bernard-Marie Koltès.
Muore a causa di un cancro nel 1996. Non avendo avuto figli e per ringraziare dell'accoglienza avuta, la tenuta è stata donata al comune di Alloue.

## Filmografia parziale
- Perfidia (Les dames du Bois de Boulogne) regia di Robert Bresson (1945)
- Amanti perduti (Les Enfants du paradis), regia di Marcel Carné (1945)
- La Certosa di Parma (La Chartreuse de Parme), regia di Christian-Jaque (1947)
- Orfeo (Orphée), regia di Jean Cocteau (1950)
- Ombre malefiche (Ombre et lumière), regia di Henri Calef (1950)
- Il testamento di Orfeo (Le Testament d'Orphée, ou ne me demandez pas pourquoi!), regia di Jean Cocteau (1960)
- Flavia, la monaca musulmana, regia di Gianfranco Mingozzi (1974)
- La lettrice (La lectrice), regia di Michel Deville (1988)